# Vilmos Huszár

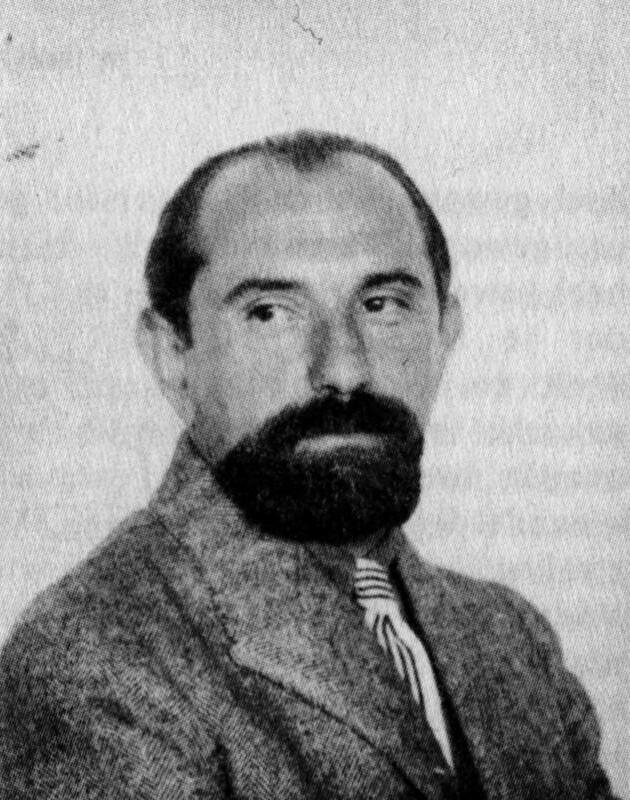
Vilmos Huszár, De Stijl, 1922.

Para el Vilmos Huszár hispanista, véase Vilmos Huszár (hispanista)
Vilmos Huszár (1884, Budapest, Hungría - 1960, Hierden, Países Bajos) fue un pintor y diseñador húngaro, conocido sobre todo por ser uno de los miembros fundadores del movimiento artístico holandés De Stijl. 
Emigró a los Países Bajos en 1905, estableciéndose primero en Voorburg, y recibió la influencia del cubismo y del futurismo. Conoció a otros artistas influyentes, como Piet Mondrian y Theo van Doesburg, ambos figuras influyentes en el establecimiento del movimiento De Stijl con Huszár en 1917. También fue cofundador de la revista De Stijl y diseñó la cubierta del primer número.
En 1918 diseñó los esbozos de color interiores para el dormitorio de la casa Bruynzeel en Voorburg. Desde 1920 hasta 1921 colaboró con Piet Zwart en diseños de mobiliario. Abandonó el grupo De Stijl en 1923 y colaboró con Gerrit Rietveld en el diseño de la Exposición de Arte de Berlín. Desde 1925, Huszár se concentró en el diseño gráfico y la pintura.
En 1926 creó una identidad visual completa para los cigarrillos Miss Blanche Virginia, que incluyeron embalaje, publicidad, y expositores en los puntos de venta. El concepto se basaba en la imaginería asociada con las «Nuevas mujeres» o flappers, que estaban surgiendo en los años veinte. Las flappers se veían como mujeres jóvenes, solteras, urbanas y con un empleo, con ideas independientes y cierto desdén hacia la autoridad y las normas sociales. Fumar cigarrillos se asociaba muy íntimamente a esta independencia recién conseguida. 
Se desconoce el paradero de muchas obras de Huszár. Gran parte de sus pinturas y esculturas se conocen solo por fotografías que aparecieron en De Stijl, o fotos que el propio artista tomó. Las obras perdidas incluyen Muñeca mecánica bailarina, un objeto que podía adoptar diferentes posturas y que se usó durante las conferencias dadá a principios de los años veinte.
Huszár murió en Hierden, en 1960. Desde el 8 de marzo al 19 de mayo de 1985 se celebró una amplia retrospectiva de la obra de Huszár en el Gemeentemuseum en La Haya.